# Aire (canción de Mecano)
«Aire» es una canción compuesta íntegramente y producida por José María Cano para el grupo español de música pop Mecano. Está considerada uno de los temas impronta dentro del repertorio de esta banda musical de la década de los 80's. Esta canción originalmente fue publicada como Lado B del sencillo "Busco algo barato" el 24 de septiembre de 1984, ambos temas pertenecientes al track-list del álbum Ya viene el Sol (1984); pero que sin embargo, con el correr del tiempo, fue adquiriendo una importancia no prevista, mucho más que la del mismo sencillo del que formó parte.

## Antecedentes
El 6 de enero de 1984, cuando José María Cano compuso esta canción, sabía que lo que tenía entre las manos era uno de los mejores temas hechos por él mismo hasta ese momento. Esto fue lo que le motivó a proponer a la discográfica a que lo lanzaran como el próximo sencillo siguiente al de "Japón"; pero su propuesta fue totalmente rechazada porque no se consideró que "Aire" fuese una muy buena canción.
Hasta ese momento, todas las canciones que se publicaron como sencillos eran de Nacho Cano, tanto era así, que en un momento determinado se llegó a pensar entre los mismos Ejecutivos de la Discográfica, que Nacho era el genio del grupo, quedando José a la sombra de este. Incluso este rechazo hizo que José María pensara seriamente en salirse de Mecano.
"Aire" quedó entonces solo para ser el Lado B de "Busco algo barato", pero que sin embargo, siendo un Lado B o canción meramente acompañante, este tema con el tiempo, llegó a ir adquiriendo mucha más fama que el sencillo al cual acompañó. De hecho, si fue sencillo meramente radial en países como Venezuela y Colombia, con una versión recortada de duración, y fue de los temas que ayudaron a que estos lugares se fijaran en el grupo, aunque tomaría hasta el siguiente álbum para que el grupo se presentara en estos países.

## Estructura de la canción
La canción está hecha en ritmo de medio-tiempo; la versión grabada en estudio tiene un sonido muy electrónico y una apariencia artificial o sonido sintético. En cambio la versión grabada en directo del álbum "Mecano en concierto" (℗ 1985) tiene una atmósfera musical mucho más acústica-folk, más cercana la canción de autor con lo cual la canción gana mucho y adquiere un feeling especial de lo cual carece la versión original del álbum, amén de ser una de esas canciones que el grupo se veía obligado a cantar en directo, debido a la fama que fue adquiriendo a lo largo de los años.
Tiene la típica estructura de las canciones pop, es decir, está dividida en partes o segmentos claramente identificables atendiendo no solo a la entonación de la voz del cantante sino también al comportamiento del ritmo de la música: Intro, estrofas de versos, estribillo, segundas estrofas de versos, estribillo, puente musical, estribillo y coda.
Intro de 31 segundos: Dos golpes de batería electrónica y luego empalme en "non-stop" con un breve sonido de gong desvaneciéndose en fade-out dan comienzo a la canción que luego son sustituidos por los sonidos de los teclados, la guitarra y sucesivos golpes percutivos dados de dos en dos, que en conjunto, van creando toda una atmósfera fantasmagórica.
Vocalización de Ana Torroja a la altura de los 31 segundos después de haber comenzado la canción, la cual se desarrolla en dos estrofas largas de versos muy bien definidas, fácilmente identificables por la entonación de la voz. Seguido a esto se produce el estribillo al minuto 1:17 con un evidente cambio en el ritmo con que se venía cantando el tema y con el añadido del efecto de dobles voces superpuestas de Ana, grabadas por separado en momentos diferentes, con lo cual pareciera que hubiese dos Anas cantando esa parte del estribillo, y aunado a esto —también en la voz de Ana— efecto especial de ecos al final de las líneas de texto.
En la segunda parte de la canción se repiten de nuevo las mismas estructuras antes descritas: Otra vez dos estrofas nuevas de versos y el mismo estribillo que acabados de encontrar en la primera parte.
Al minuto 2:50 entramos en lo que se llama el puente musical en los primeros segundos del mismo con cierto ritmo marcado; pero con velocidad lenta y ya hacia el final, con un incremento en la intensidad acompasada que ya trae, lo cual crea una cierta tensión expectante, una especie de suspenso y un toque algo más dramático... Luego, Ana pasa a cantar lo sería la penúltima estrofa de versos (solo una) en donde se produce la caída y muerte del personaje del que nos narra la letra de la canción.
Repentina pausa en "stop" en la música al minuto 3:45: Con solo teclados sonando levemente al fondo como cortina a la voz de Ana Torroja que canta el primer tramo del estribillo (este, en su última repetición) casi que a capela y con mismos ecos reverberantes al final de las líneas de versos. Aún dentro del estribillo, reaparición de la música a la altura del minuto 3:58, para cerrar finalmente la vocalización por parte de Ana con un potente "aire" cantado en voz aguda, alargando las vocales para ir desapareciendo en fade-out.
Mientras se produce este alargamiento vocal de Ana, ya en segundo plano a la voz, se comienza a escuchar la sección instrumental que servirá de cierre a la canción (la coda). Por último una breve coda hecha en teclados, guitarra y batería que se extiende desde 4:21 hasta 4:30 que es en donde termina la canción al apagarse la música.

### Variaciones de la canción en directo
Por lo general, Los Mecano trataban en lo posible de tocar las canciones un tanto diferentes a cómo se escuchaban en el álbum... en este sentido, la versión en directo de "Aire", en líneas generales, básicamente conserva la misma estructura de la versión-álbum en lo que se refiere a las partes de la canción y a lo de los Backing vocals simulando los ecos en el estribillo; pero al mismo tiempo con leves modificaciones en el performance de cómo se ejecuta el tema al tocarlo en concierto para que la canción suene algo diferente.
Este tema interpretado en directo tiene una apariencia sonora mucho más rock-acústica con lo cual la canción gana en positivo al tener un sonido mucho más natural y asertivo. Entre los cambios que solían hacerle al tema podemos mencionar los siguientes:
1. El intro es iniciado por un efecto de soplido dado por los sintetizadores; sin golpes de percusión ni sonido de gong.
2. Al cantar por segunda vez el estribillo se produce un repentino "stop" en la música justo cuando Ana canta la primera línea de texto de esa estrofa, quedando su voz envuelta en una especie de vértigo sonoro producto del evidente silencio que brevemente la rodea. Es justo en esta parte del estribillo donde podemos evidenciar los potentes registros agudos de su voz. Inmediatamente a esto, efecto sonoro de explosión por parte de los sintetizadores de Nacho y la música vuelve de nuevo a retomar la normalidad con que se venía desempeñando.
3. Tampoco hay en el estribillo la presencia de las dobles superposiciones de la voz de la Torroja (en la versión-álbum: Grabadas por separado en diferentes momentos justamente para dar el efecto de dobles-Anas) obviamente por tratarse de una canción en directo en la cual Ana Torroja se ve obligada a cantar cada línea de texto in situ,[9] una línea a la vez.
4. Así como también no hay los efectos de eco de la voz de Ana presentes en la versión-álbum, al final de las líneas de verso del estribillo... sino que éstos son sustituidos por la voz de Nacho en falsete a manera de backing-vocals.

Vale mencionar que por lo general en las canciones tocadas en directo, la mayoría de las voces de acompañamiento o apoyo son ejecutadas por Nacho Cano... a José María se le ve muy poco en este papel de corista en segundo a la voz de Ana. Solo toma la voz líder en primer plano, en aquellas canciones en que es obligatorio hacerlo como por ejemplo en el caso de "Héroes de la Antártida" en donde José tiene que cantar ciertas estrofas en voz principal y hacer voces de acompañamiento.
Una de las dos versiones grabadas en directo en el Frontón de Segovia (el 8 de noviembre de 1984) fue elegida como único sencillo promocional extraído del álbum "Mecano en concierto" de 1985. Vale aclarar que la versión de "Aire" que aparece grabada en el LP "Mecano en concierto" no es la misma que aparece grabada en el Especial Musical para Televisión, transmitido por Televisión Española (TVE) como regalo navideño; son dos interpretaciones ligeramente diferentes, grabadas en momentos distintos....
Durante el Tour correspondiente al álbum "Aidalai" (1991-1992) Mecano hizo un performance muy diferente de esta canción, dándole al tema un sonido mucho más aletargado y de ritmo más lento que el habitual. La versión de "Aire" en el álbum Ana José Nacho (℗ 1998) cuya coletilla entre paréntesis dice "nueva versión," viene de este Tour.

## Sencillo no oficial
En algunos países de Hispanoamérica, como por ejemplo, Colombia, Ecuador y Venezuela entre otros, esta canción fue la puerta de entrada para que el grupo se empezara a dar a conocer al público radio-escucha, sobre todo dentro del target de público adolescente y el adulto-contemporáneo quienes vieron en Mecano, otra forma de hacer música y una manera diferente de decir las cosas. Se comenzó a promocionar inicialmente la versión-álbum; pero luego se popularizó en algunas emisoras de radio la versión en directo del álbum "Mecano en concierto" publicado en 1985. En su momento, Radio Nacional de Venezuela —por cuenta propia, ya que esta canción no fue un sencillo oficial— edita la versión álbum haciéndola mucho más corta quitando para ello toda la parte del puente musical con el fin de poder facilitar la promoción de la canción en la pauta de música ya programada de algunos de sus programas.

## Versiones de otros artistas
Esta canción de Mecano ha sido versionada por varios cantantes en diferentes oportunidades, entre las que destacan las siguientes:
- Fey, álbum "La fuerza del destino" (℗ 2004) hace una versión electro-dance.
- Elisa Rego, álbum "Temperamental" (℗ 2005) hace una versión electrónica.
- Arthur Hanlon, álbum "Mecanomanía" (℗ 2006), versión piano.
- Ana Torroja, álbum "Me cuesta tanto olvidarte" (℗ 2006) producida por Aleks Syntek.
- La Gusana Ciega, álbum "Jaibol" (℗ 2008) le hacen una versión pop-experimental muy sui generis de esta canción: Comienza con un a capella con backing-vocals al fondo simulando coro de iglesia (saltándose el primer Estribillo) y luego (aún a capela) hacen diversos sonidos de percusión usando solo sus voces, mientras la voz principal sigue cantando la canción.
- Erik Rubín, bonus track del álbum "Tributo a: Ana, José, Nacho" (℗ 2010) le hace una versión tecno-rock-acústica.
- Daniel Diges, álbum "Calle Broadway (2015), basado en la versión del musical "Hoy no me puedo levantar"
- Yahir, (2020), en el Musical "Hoy no me puedo levantar".

## En la cultura popular
En Mario + Rabbids Kingdom Battle en el nivel "Templo de Bwahmanweewee", Beep-0 hace una parodia de esta canción.